# Onthophagus sugillatus
Onthophagus sugillatus är en skalbaggsart som beskrevs av Johann Christoph Friedrich Klug 1855. Onthophagus sugillatus ingår i släktet Onthophagus och familjen bladhorningar. Inga underarter finns listade i Catalogue of Life.